# Championnat de France de billard carambole biathlon
Le Championnat de France billard carambole au biathlon (3 bandes et 5 quilles) était organisé par la Fédération française de billard.

## Palmarès

### Année par année
Liste des champions de France de la FFB au biathlon,,.
| Année | Ville hôte | Joueur                | Moyenne Générale |
| ----- | ---------- | --------------------- | ---------------- |
| 1987  | Ablon      | Yannick Despierre (1) | -                |

## Records

### Record de Moyenne Générale
| Joueur            | Année | Moyenne Générale |
| ----------------- | ----- | ---------------- |
| Yannick Despierre | 1987  |                  |

### Record de victoire
| Joueur            | Nombre de victoires |
| ----------------- | ------------------- |
| Yannick Despierre | 1                   |